# Tapados
Tapados es una película de Argentina realizada en video dirigida por Luciano Zito según su propio guion que se estrenó el 2 de noviembre de 2000. Fue filmada en Coronel Charlone, provincia de Buenos Aires.

## Sinopsis
Documental sobre las familias del partido de General Villegas y, en especial, de la ciudad de Coronel Charlone afectadas por la grave inundación de 1999.

## Comentarios
Pedro B. Rey en La Nación opinó:

«No puede dejar de destacarse su equilibrio para ir develando gradualmente los alcances de la catástrofe y la vida cotidiana de algunas de las personas afectadas. La falta de voz en off vuelve al film menos didáctico, pero le da con el correr de los minutos una potencia, un pero específico inefable.»

Marcelo Panozzo en Clarín escribió:

«documental breve y modesto, que deja su huella en el espectador en la medida en que intenta perseguir cierta idea del mal encarnada por hombres sin rostro ni nombre propio, capaces de perjudicar y/o ignorar perfectamente a otros hombres.… consigue poner en primer plano …el modo que…la ayuda no llega y los culpables "no existen"…muestra un mundo sin buenos ni malos; aquí hay víctimas, que luchan por salir de ese lugar. También desfilan…la falta de ayuda oficial y la casi inexistente cobertura de los medios. Contra eso, se recorta la gente: su solidaridad sin aspavientos, una resignación rumiada y la determinación de seguir viaje hacia un lugar en el que el agua ayude a vivir y no a morir. »

## Nominaciones
Asociación de Cronistas Cinematográficos de la Argentina Premios Cóndor 2001
- Nominada al Premio al mejor Videofilme argentino.